# 3丁目のタマ うちのタマ知りませんか?
『3丁目のタマ うちのタマ知りませんか?』（さんちょうめのタマ うちのタマしりませんか）は、毎日放送（MBS）を制作局としてTBS系列にて放送されたテレビアニメである。ただし、後述のとおり、第1シリーズの前半はOVA作品の『3丁目物語』をそのまま放映している。

## 概要
ファンシー文具の人気キャラクター「タマ&フレンズ」からの派生作品。3丁目に住む岡本たけしの飼いネコのタマが友達のネコや犬のキャラクターが次々に加わり繰り広げられていくストーリーである。
第1期は1993年7月3日から同年8月28日まで毎週土曜18時00分 - 18時30分（一部の地域では放送時間が異なる）。前番組の『新伍のワガママ大百科』が急遽打ち切りとなったため、土曜18時枠のMBSアニメ制作第1作となる。この番組以降、『機動戦士ガンダム00』（第1シーズン）までMBS制作・TBS系列放送形式による土曜日夕方6時枠におけるアニメ・特撮枠（土6）が定着することになる。なお、第1シリーズ第1回 - 第6回は、既に1989年にOVAとして発売されていたものがそのまま放映され、第7回 - 第9回（最終回）までが新作になっている。第7回以降はタマたちが会話するようになるなど、大幅な設定変更が行われている。第2シリーズは、第1シリーズ第7回以降の設定をそのまま引き継いでいる。
第2期は1994年4月3日から同年9月25日まで毎週日曜11時00分 - 11時30分の放送だった。全26回。また、平成6年度文化庁優秀映画部門「こども向けテレビ用映画部門」最優秀TVシリーズを受賞している。
このほか、劇場用アニメ映画版『3丁目のタマ おねがい!モモちゃんを捜して!!』（1993年公開）がある。
かつてアニマックスでも『みんなあつまれアニメっこ』に内包される形で放送されていた（2002年当時）。劇場版も同局で放送された。なお、タマ&フレンズからの派生作品としてはアニマックスで放映されているアニメ『タマ&フレンズ 探せ!魔法のプニプニストーン』があるが、こちらはタマ&フレンズのキャラクターを使用していること以外、本作との共通点はない。
アニメ作品の本放送終了以降も、タマ&フレンズとしてのキャラクターは流通しており、小学生向けの教育教材・文房具、荘内銀行・きのくに信用金庫のマスコットキャラクターなどとして、あらゆる場面で人気を博している。2004年には、キャラクターの誕生20周年を記念して、初ビデオ化作品6話が映像特典として収録されたDVD-BOXも販売された。また2012年には、キャラクターの誕生30周年を記念して角川書店から小説版（アニメとは異なるオリジナルストーリーで展開される）が出版されることが発表された。他にもケロロ軍曹とコラボしたグッズが発売されていた。2019年12月20日に初Blu-rayが発売される。
また、テレビシリーズ製作決定以前の1989年に製作されたオリジナルビデオ作品である『3丁目物語』では、本作とは異なりタマたちのコミュニケーション描写は日本語での会話ではなく、「ミャー」や「ワン」といった、動物の鳴き声のみで描かれている。こちらはVHSでの販売以降、長らく再放送やリメイクされることがなかったが、2013年にキャラクター生誕30周年記念として、デジタルリマスター版が発売された。

## 作品の特徴
- 本作は、全体的に幼児向けアニメとしてのイメージが強く、大半の作品は、ほのぼのとした雰囲気の中で動物たちの楽しげな生活を描いた物である。しかし作中では、「出会いと別れ（生と死）」といった、重い描写がされることもしばしば見られる。
- 時折織り込まれるギャグの部分にも、成人以上をターゲットとした表現がなされることもある。
- 作中では、登場する人間たちはタマたちの話している言葉を理解できないという設定である。一方で、タマたちは人間の言葉を理解している。ただし、最終回のキャプテンキャット★タマでは例外的に人間たちと普通に会話していた。
- 最終回はいわゆるパラレルワールドになっており、タマと仲間たちが悪党と対決するという内容となっている。ラストではタマたちとその飼い主たちが視聴者に別れの挨拶をして締めくくった。

## 登場キャラクター

### ネコ
タマ
声 - 笠原弘子
本作の主人公で岡本家の飼い猫。頭の上の黒いブチとカギ尻尾が特徴の男の子。一人称は「ぼく」。
好奇心旺盛で正義感が人一倍強く、その性格ゆえ仲間からはかなり信頼されている。しかし、後先考えずに行動することが多いため、迷惑がられることもある。飼い主であるたけしと、花咲家の飼い猫であるモモに対して、非常に好意を寄せている。母親は白猫のミーコで、兄弟4匹とともに田舎のおばあちゃんの家で生まれる。誕生日は、向日葵が咲き始める時期である6月28日。
   モモ
声 - 椎名へきる
花咲家の飼い猫。首につけたリボンと鈴がトレードマークの女の子。一人称は「わたし」。
「タマのはつこい」で3丁目に引っ越して来て以来、タマたちと一緒に毎日遊んでいる3丁目の猫たちのアイドル的存在。少し寂しがりやで甘えん坊な一面もあるが、実は気が強く負けず嫌いである。なお、首につけているリボンと鈴は、花咲家に引き取られる際に母親から受け取った想い出の品だった（しかし、作品中で下水道に落として失ってしまい、それ以降はエミが用意した物ものを身につけている）。たっぷりのミルクを入れた紅茶とイチゴのショートケーキが大好物。
   トラ
声 - 坂本千夏
大木工務店の飼い猫。全身の縞模様が特徴の男の子。一人称は第1期の映画では「オレ」「ボク」、第2期では「オイラ」。
非常に威勢がよく、江戸っ子のような口調でしゃべる。高いところに登るのが大好きで、どんな危険な場所でも進んでいってしまうため、仲間をハラハラさせることも多い。トラブルを引き起こすことも多く、モモからは「単純だわ」と、あきれられている。ベーやノラとはライバル意識が強いらしく、些細なことでよく喧嘩をする。鰹節をかけたご飯とカニ缶が大好物。
   ベー
声 - 雨蘭咲木子（第1期）、まるたまり（第2期）
3丁目の新聞屋の飼い猫。真っ黒な体と、頭の後ろにつけた絆創膏が特徴の男の子。ネコたちの中で唯一ヒゲが3本生えている。一人称は「ボク」。
3丁目の地理に精通していて、裏道や抜け道を数多く知っているが、それでも満足せずにいつも新しい道を探している。勘に頼って新しい裏道へ続く抜け穴を見つけたり、ブルの居場所を突き止めたことも。また、新聞屋の猫であるにもかかわらず、早起きを苦手としている。自転車のうしろに乗るのが大好き。
   ノラ
声 - 勝田治美（第1期）、津賀有子（第2期）
空き地に住んでいる野良猫。左目の周りにあるブチが特徴の男の子。一人称は第1期では「オレ」、第2期では「ぼく」。
知的でクールな性格。そのため、ネコたちの中では一番頼りにされるリーダー的な存在。人間界の知識にも詳しく、そのことに関する助言をすることも多い。ケンカなどは一切好まないが、なぜかトラとはいがみ合うことが多い。昼寝の途中に起こされるのが大嫌い。かつては飼い猫だった時期があるが、その飼い主の女性が病気で亡くなったため、再び野良猫に戻っている。また、寒さに凍える捨て猫を暖めるが手遅れになり、飼い主の死亡を思い涙する。トラと同じくカニ缶が好物。
   コマ
声 - 渡辺真砂子（映画）、荒木香恵（第2期）
3丁目にある銭湯「松の湯」の飼い猫。大きなブチと、口の周りのそばかすが特徴の女の子。一人称は「あたし」。
みんなより少し年下の、妹的存在。体力も他の仲間に比べて低いらしく、仲間とかけっこしたりブルから逃げたりするときは、大抵ゴンの頭の上に乗っている。子供っぽい発言やいたずらをすることも多く、それが原因で飼い主に怒られることも多い。また、密かにタマやノラのことを慕っている。そのため、タマと仲のいいモモをライバル視している様子がうかがえる。お味噌汁かけご飯とスイカがごちそう。

### イヌ
ポチ
声 - 渡辺真砂子
岡本家の隣にある山田とうふ店の飼い犬。真っ白な体に赤い首輪が特徴の男の子。一人称は「ボク」。
タマが3丁目にやって来て最初に出来た友達であり、幼なじみでもある。普段は臆病でおっちょこちょいの頼りない存在で、少しズレた想像力を持っている。仲間たちを様々なトラブルに巻き込むことも多いが、まれに気の強い頑固な一面も見せる。また、言われた豆腐の種類を前足指すことができたり、尻尾を使ったサッカーで意外な才能を見せたりと、決して平凡な犬ではない一面も併せ持つ。暑さが苦手で、あまり暑くなると我を忘れてしまうこともある。姿の似た「シロ」という犬（空襲で飼い主の少女とともに爆死）の怨霊に「もう一度飼い主に抱いてもらうため」取り憑かれたこともあるが、この時は飼い主の少女の霊に救われている。クロやゴンとは異なり、猫たちと一緒にいることが多い。おからが大好物。
   クロ
声 - コヒエミオコ（第1期）、岩永哲哉（第2期）
3丁目のコンビニの飼い犬。真っ黒な体に尖った耳、革でできた首輪が特徴の男の子。一人称は「ぼく」。
祖父譲りの俊足で、かけっこでは誰にも負けない。祖父は血統書つきのチャンピオン犬で、クロと似ているが、眉間に白い稲妻様の模様があり、極めて俊足だったことから「俊足クロちゃん」「黒い稲妻」と呼ばれていた。優しく仲間思いな性格で、傷ついた仲間を励ますことが上手である。訓練が嫌になって逃げ出してきた盲導犬の女の子を励まして、養成所に復帰させたこともある。普段はゴンと一緒か、一匹だけで行動していることが多い。時々寝ながら用を足していることがあり、飼い主から「夢遊病か?」と疑われたことがある。下水道の中で遊ぶのが好き。
   ゴン
声 - 松岡ミユキ（映画）、北島淳司（第2期）
家具屋の飼い犬。茶色の体に左目のブチ、黄色い首輪が特徴の男の子。一人称は「ボク」。
以前は大阪に住んでいたらしく、大阪弁でしゃべる。リーダーシップが強いまとめ役で、仲間たちに様々な案を出したり、幼いコマの面倒を見たり、無鉄砲なトラを助けたりと、世話好きな優しいお兄さん的な存在である。隣に住んでいる男の子みくおのお使いに付き合ったこともあるが、寄り道ばかりされたり、顔にクレヨンで落書きされたり、工事現場の作業員に殴られかけたりと、散々な目にあっている。店先の狼の絵が彫ってあるイスがお気に入りで、よくこの椅子に座って昼寝をしている。作中ではこれが売られかけるハプニングもあったが、後に飼い主が非売品としてゴンの持ち物にしている。普段はあまり猫たちとは行動をともにせず、クロと一緒に遊ぶことが多いらしい。
   ブル
声 - 荒川太郎、落合福嗣（2019年劇場版）
金持ちの倉持家の飼い犬。いかついブルドッグの男の子。一人称は「オレ」「オレ様」「ボク」。
タマたちを見つけると吠えながら追いかけ回してくるが、本当は一緒に遊びたいだけという、素直になれないいじめっ子。そのため、タマたちと一緒に楽しく遊んでいることもあるが、いかついイメージといじめっ子のプライドが邪魔をして、タマたちが起こしたトラブルに悪役として巻き込まれることも多い。本当は人情味に厚く、男らしい朗らかな性格をした頼れる存在であり、人間の強盗を得意の頭突きで仕留めたこともある。飼い主には頭が上がらない。モモちゃんに惚れており、タマを勝手にライバル視している。また、自分にそっくりの着ぐるみを父親だと思ったこともある。

### 人間
3丁目物語および第1期までは下半身もしくは首から下までしか描かれていない。
岡本たけし
声 - 中村幸介（3丁目物語）、村上忍（第1期）、結城比呂（第2期）
タマの飼い主で、3丁目小学校に通う小学3年生。とても優しい性格で、こまめにタマの面倒をみており、タマをとても大切に思っている。また、タマと一緒に自転車に出かけることが多い。女子にモテる一面もある。プラモデルが趣味。第2期では、ナレーターも担当している。
花咲エミ
声 - 鮎原里絵（第1期）、白鳥由里（第2期）
モモの飼い主。たけしとは同級生であり、友達である。活発で積極的な性格をしていて、頼りないタケシをいつもリードしている。しかし一方で女の子らしい優しさ、繊細さを併せ持っており、子猫の死に際に駆け付けた際には泣き崩れている。ナミという従妹がいる。
山田うの吉
声 - ?（3丁目物語）、岩永哲哉（第2期）
ポチの飼い主。たけしの家の隣にある豆腐屋の主人。「豆腐は売るほどあるよ」が口癖。
木曽トメ吉
声 - ?（3丁目物語）、荒川太郎（第2期）
トラの飼い主。大木工務店の大工の棟梁。非常にユニークで優しい性格。江戸っ子らしく「〜てかーっ」が口癖。
河原ばん太
声 - 北島淳司
ベーの飼い主。3丁目の新聞店の主人。妻がいる。
三河やすし
声 - 結城比呂
クロの飼い主。コンビニエンスストアの若主人。一度、3丁目に迷い込んできたペンギンに店内を荒らされたことがある。
クロの主人
声 - 槐柳二（3丁目物語）、荒川太郎（第1期）、伊藤栄次→岩永哲哉（第2期）
三河と一緒にコンビニで働いている中年男性。
野田ぜんじ
声 - ?（3丁目物語）、岩永哲哉（第2期）
ゴンの飼い主。家具店の主人。ゴンと同じく、大阪弁で話す。
桶谷ゆず子
声 - 津賀有子
コマの飼い主。お風呂屋｢松の湯｣のおかみさん。コマに対して怒りっぽくなりがち。
倉持カネ子
声 - 津賀有子
ブルの飼い主。資産家の奥さん。ブルを溺愛しているが、躾には厳しい。
たけしのお父さん
声 - 槐柳二（3丁目物語）、入江崇史（映画）
たけしの父親。第2期は未登場。
岡本きみえ
声 - 早川京子（3丁目物語）、松岡ミユキ（映画）、渡辺真砂子（第2期）
たけしの母親。
花咲カスミ
声 - 松岡ミユキ（映画）、まるたまり（第2期）
エミの母親。喫茶店「チューリップ」の経営者。おっとりした性格で、弟がいる。
ナミ
声 - 荒木香恵
エミの従妹。チューリップ畑ではぐれてしまった子猫のミャーコのことばかり考えている。そのためか劇中では殆ど「ミャーコ」としか発言しない。
ナミの父
声 - 長嶝高士
エミの叔父。栽培しているチューリップを喫茶店「チューリップ」に運んでくれる。
大坪先生
声 - 平野正人
3丁目の大坪歯科の院長で、フルネームは大坪春之丞。1954年から歯医者の仕事をしており、歯並びを見ただけで、その人の生活習慣から性格まで見ぬくことができる。怖い顔をしているので子供たちに怖がられるのが悩み。また、タマやポチに似たロボットを作ることができる。
たっちゃん
声 ‐ 岩永哲哉
たけしのクラスメイト。たけしとは、家で一緒にテレビゲームをするほどのなかよし。よくたけしをからかっている。
ペンギー（とりおかおり）
声 ‐ 荒木香恵
たけしの学校の生徒。独特の口調で話す。たけしに思いを寄せてたようで、家のペンキ屋が会社を開くので引っ越す時に、宝探しを口実に告白しようとしたが、告白できなかった。
バーディ
声 ‐ 子安武人
「スケボーであそぼー」に登場。アメリカ育ちのスケボー少年。母が日本人。友達がほしくてわざと怪我をするなどお茶目な一面も。
みくお
声 - まるたまり
ゴンの家の隣の家の子供。やんちゃな性格で、恐竜が好きらしく恐竜の絵柄のカーテンや恐竜の人形をものほしそうに眺める。ゴンと一緒にお使いに行ってから、お使いにはゴンと行きたがる。
ノラの元飼い主
声 - 笠原弘子
ノラを飼っていた病気持ちの若い女性。ノラが夏風邪に罹ったときはつきっきりで看病し、ノラを励ました。夏祭りの日に、縁側で座ったまま息を引取った。その死様はノラの心に深い傷として残っている。
少女
声 - 西原久美子
「さまよえる首輪」「デビル・ポチの伝説」に登場。戦争時代の人間でシロの飼い主。空襲により両親が目の前で死亡した挙句、犬のシロが防空壕に入ることを拒まれて、彷徨い歩いている内に爆撃によりシロと共に死亡し、幽霊となる。最初こそ平和な時代に住むたけしたちを妬んで危害を加えようとしたが彼の叱責により改心し、そしてたけしたちを襲うシロと再会、説得し、彼とともに成仏した。
警官
声 - 結城比呂
「イカスぜ!ブル仮面」に登場。
泥棒
声 ‐ 新田三士郎
「イカスぜ!ブル仮面」に登場。
ミオ
声 - かないみか
「ボクたちは天使じゃない」に登場。

### その他の動物たち
リビリビ
「タマ、風船をつかまえて」「リビリビ知りませんか?」に登場したカエル。のどが渇いて倒れていたところをタマに助けられた。
ピーちゃん
「ポチ、どうしたの?」に登場した小鳥。怪我をして飛べなくなったが、ポチのおかげで飛べるようになった。
ヒュータ
声 - 坂本千夏
「タマのこわーいお話」に登場したオバケ。
ルキルキ
声 - 津賀有子
「リビリビ知りませんか?」に登場したカエル。
狼はん
声 - 北島淳司
「売られたヒーロー」に登場。ゴンの椅子に彫られている狼。ゴンによると「この狼はんはボクのちっちゃい頃からのヒーローなんや」。ゴンのイメージでは、青とグレーのツートンカラー。夢の中ではゴンと同様大阪弁で、彼とともに遠吠えをした。
（2丁目の）ノラ
声 - 結城比呂
「ふたりのノラ」に登場。野良猫で、もともと名前は無かったが、3丁目のノラに名付けられる。ナビに命令して食べ物を集めさせていたが、3丁目のノラのはからいによって、ナビとは友達関係になる。
ナビ
声 - TARAKO
「ふたりのノラ」に登場。裕福な家に住んでいるが、2丁目のノラと知り合ってからは、夜中に家を抜けだして、食べ物を貢いでいた。当初は半ば無理やりに行動させられていただけだったが、3丁目のノラのはからいから、野良猫の生活の凄惨さを知り、2丁目のノラに対して好意を抱くようになった。
七丁目のワカ
声 - 高木渉
「猫の巣城」に登場した、シベリアン・ハスキー。タマたちにとっては悪役的なキャラクター。オカマ口調をしている。紳士的な面もあり、女の子には手を出さない。最終回でもタマたちの前に悪役として立ちはだかる。
ドーベルマン
声 - 北島淳司、岩永哲哉、結城比呂
ワカの子分たちで、三匹とも体系や首輪の色と模様が異なっている。
グランピィ
声 - 伊藤栄次
「猫ノ巣城」「黒い稲妻」に登場。一丁目の骨董品屋に住んでいる老犬で、赤ん坊のブルをかわいがってくれた。クロの祖父と深い関係があるようである。
ミャーコ
「わらってよチューリップ」に登場。モモに瓜二つの子猫で、ナミとは仲が良かったが、急にいなくなってしまったため、ナミは涙を流す。
サチコ
「ペンギンだぁーっ!?」に登場したペンギン。嵐で動物園から逃げ出し、三丁目で大騒動を起こす。
メッシュ
声 - 岩永哲哉
「スケボーであそぼー」に登場。バーディの飼い犬。タマたちにスケボーを教える。
捨て猫
「まつりばやし」に登場。帽子を深く被った少年に捨てられ、寒さに凍えているところをタマたちに発見される。ノラが必死に体を暖め、タマたちは人間たちに救助を求めたが、たけしとエミが到着する頃には、既に息を引き取っていた。『うちタマ?! 〜うちのタマ知りませんか?〜』にて本話がリメイクされた際にはたけしが獣医に連れて行き、一命を取り止めている。
大猫
声 - 中嶋聡彦
「パラダイス・オブ・カニカン」に登場。オランウータンに捕まっていた野良猫たちのリーダー。
オランウータン
声 - 荒川太郎
「パラダイス・オブ・カニカン」に登場。6丁目の先の廃屋に住んでいた。主人を亡くしたため、カニ缶を餌に野良猫たちを捕まえていた。
エンジェル
声 - ならはしみき
「汚れた顔のエンジェル」に登場した盲導犬の女の子。訓練が嫌になり逃げ出してきた。しばらくクロの家に居候していたが、クロの助言で、養成所に戻ることを決意する。
シロ
声 ‐ 中博史
「さまよえる首輪」「デビル・ポチの伝説」に登場。戦争時代に少女に飼われていたポチの姿によく似た犬。彼女の両親から首輪をもらった直後に空襲に遭い、少女と共に彷徨っていたが爆撃により死亡する。もう一度少女に抱きしめてもらいたいという思いから念を宿した首輪を通じてポチの体を乗っ取り、最終的には恐ろしい怪物の姿でタマやタカシたちを襲うが、最後は少女と再会し共に成仏した。
笛吹き
声 ‐ 高木渉
「笛のささやき」に登場。とんがり帽子にマントを羽織り、横笛を持った謎の猫。タマたちとは違い猫を擬人化した姿で描かれており、紫色のアイメイクをした白毛の猫（名称不明）を従えている。
忙しさにかまけて飼っている動物たちの相手をおろそかにする人間たちに、忙しさから解放する代わりに動物たちに構ってやれと持ちかける。しかし、忙しさから解放されても仕事が繁盛しなくなったと嘆き続けるばかりで、動物たちの相手を相変わらずおろそかにする姿を見て、タマを初めとする町中の犬や猫たちを横笛の調べでいざない、異空間へ連れ去ろうとする。
その後、姿が見えなくなったことにショックを受けた飼い主たちの必死の叫び声に気づいたタマたちが異空間の入り口手前で引き返していったのを見て、安堵の微笑と共に異空間の奥へと去っていった。
メカニック・タマ
声 - 笠原弘子
「サヨナラ タマ・ロボット」で大坪先生が作った、タマそっくりのロボット。トラの聞き間違いから、タマたちには「カニタマ」と呼ばれていた。大坪先生が子供たちを楽しませるように作った。タマたちと友達になるが、タマたちの本音をすべてバラしてしまい、怒らせてしまう。ブルの頭突きによって暴走してしまい、松の湯の煙突に登って自爆。大坪先生のことを「お父さん」と言い残し、再起不能となる。それ以来、大坪先生がメカニック・タマ2号を作ることはなかった。
メカニック・ポチ
声 - 渡辺真砂子
「サヨナラ タマ・ロボット」に登場。暴走したメカニック・タマを救うために、大坪先生が突貫工事で完成させたロボット。しかし、急拵えであったことと、「高いところが苦手」というポチの性格を受け継いだことが原因で、何もできないまま自爆してしまう。
メロ
声 - 荒川太郎
「黒い稲妻」に登場した老猫。グランピィの旧友。走りに自信があり、若い頃クロの祖父と競走したことがある。
酒の精
声 - 伊藤栄次
「はっきりしてよ!タマ」に登場。ブルの主人の酒から出てきた。相手に本音を言わせる薬を持っている。
ココ
声 - かないみか
「ボクたちは天使じゃない」に登場した子猫。月と開発センターにある天使の銅像の力でミオが描いたピコ型の電子ゲームから誕生した。ポロに追いかけられていたが、最終的にミオがいるアメリカへと向かった。
ポロ
声 - 茶風林
「ボクたちは天使じゃない」に登場した犬。天使の世界から飛び出したものを連れ戻すのが仕事でココを追いかけていたが、最終的に改心する。

## 放映リスト
第1期
| 回 | 放映日        | サブタイトル                    | 脚本（原案） | 絵コンテ     | 演出              | 作画監督         |
| -- | ------------- | ------------------------------- | ------------ | ------------ | ----------------- | ---------------- |
| 1  | 1993年 7月3日 | クリスマス・イブのなぞ（前編）  | しもゆきこ   | 小華和ためお | 小熊公晴          | 前田実           |
| 1  | 1993年 7月3日 | クリスマス・イブのなぞ（後編）  | しもゆきこ   | 芝山努       | 小熊公晴          | 前田実           |
| 2  | 7月10日       | あけましておめでとう            | 並木敏       | 青野昌       | 青野昌            | 村田雅彦         |
| 2  | 7月10日       | たけしの初夢                    | 並木敏       | 小熊公晴     | 青野昌            | 阿部司           |
| 3  | 7月17日       | ぼくの大切なもの                | 高橋良輔     | 芝山努       | 青野昌            | 阿部司           |
| 3  | 7月17日       | 不思議なともだち                | 並木敏       | 三善和彦     | 青野昌            | 阿部司           |
| 4  | 7月24日       | うちのタマ知りませんか?（前編） | 平柳益実     | 前田庸生     | 前田庸生          | 前田庸生         |
| 4  | 7月24日       | うちのタマ知りませんか?（後編） | 平柳益実     | 前田庸生     | 前田庸生          | 前田庸生         |
| 5  | 7月31日       | タマが生まれた時の話            | 平柳益実     | 前田庸生     | 古川政美          | 今沢恵子         |
| 5  | 7月31日       | タマとポチの大冒険              | 平柳益実     | 小華和ためお | 古川政美          | 今沢恵子         |
| 6  | 8月7日        | おまつりの夜                    | 平柳益実     | 小華和ためお | 古川政美          | 香西隆男         |
| 6  | 8月7日        | 3丁目大運動会?                  | 平柳益実     | 小華和ためお | 原田益次 古川政美 | 香西隆男         |
| 7  | 8月14日       | タマのはつこい                  | （玉井節子） | 大地丙太郎   | 大地丙太郎        | なかじまちゅうじ |
| 7  | 8月14日       | ポチ、どうしたの?               | （玉井節子） | やすみ哲夫   | 大地丙太郎        | 樫村順子         |
| 8  | 8月21日       | だいじょーぶ!?タマ              | （塩谷雅彦） | 石踊宏       | 石踊宏            | 東海林真一       |
| 8  | 8月21日       | タマ、風船をつかまえて          | （塩谷雅彦） | 山田徹       | 石踊宏            | 東海林真一       |
| 9  | 8月28日       | タマのこわーいお話              | （松井聡）   | 香川豊       | 松浦錠平          | 東海林真一       |
| 9  | 8月28日       | タマにはナイショだよ!           | （松井聡）   | 香川豊       | 松浦錠平          | 東海林真一       |

第2期
| 回 | 放映日        | サブタイトル                       | ストーリー | 脚本       | 絵コンテ     | 演出         | 作画監督            |
| -- | ------------- | ---------------------------------- | ---------- | ---------- | ------------ | ------------ | ------------------- |
| 1  | 1994年 4月3日 | タマ&フレンズ                      | 外山草     | 外山草     | 武藤裕治     | 佐山聖子     | 西山里枝            |
| 1  | 1994年 4月3日 | タマは新入生                       | 外山草     | 平柳益実   | 小華和ためお | 福本潔       | 入江篤              |
| 2  | 4月10日       | リビリビ知りませんか?              | 外山草     | 寺島誓     | うえだしげる | うえだしげる | 浜田勝              |
| 2  | 4月10日       | ぼくのお気にいり                   | 土屋研     | 平柳益実   | 青野昌       | 青野昌       | 今野淑子            |
| 3  | 4月17日       | 王者ポチの伝説                     | 土屋研     | 平柳益実   | 高田耕一     | 岩本保雄     | 小野隆哉            |
| 3  | 4月17日       | 奪え!池の中のたから                | 平柳益実   | 平柳益実   | 酒井伸次     | 酒井伸次     | 田中穣              |
| 4  | 4月24日       | モモの鈴を追いかけて               | 外山草     | 西川つかさ | 阿宮正和     | 川島宏       | 馬場俊子            |
| 4  | 4月24日       | 雲をつかめ!トラ                    | 平柳益実   | 平柳益実   | 佐山聖子     | 佐山聖子     | 西山里枝            |
| 5  | 5月1日        | 決戦は5月                          | 平柳益実   | 平柳益実   | 有原誠治     | 有原誠治     | 小野隆哉            |
| 5  | 5月1日        | ブルが泣いた日                     | 外山草     | 西川つかさ | 福本潔       | 福本潔       | 入江篤              |
| 6  | 5月8日        | 松のゆのなぞ                       | 外山草     | 西川つかさ | 牛草健       | 牛草健       | 田中穣              |
| 6  | 5月8日        | 売られたヒーロー                   | 平柳益実   | 平柳益実   | 福本潔       | 福本潔       | 入江篤              |
| 7  | 5月15日       | コマの七つの名前                   | 平柳益実   | 平柳益実   | 川島宏       | 川島宏       | 馬場俊子            |
| 7  | 5月15日       | ビデオカメラで追いかけて           | 外山草     | 西川つかさ | うえだしげる | うえだしげる | 浜田勝              |
| 8  | 5月22日       | 3丁目ラビリンス                    | 外山草     | 西川つかさ | 福本潔       | 福本潔       | 入江篤              |
| 8  | 5月22日       | ふたりのノラ                       | 外山草     | 林民夫     | 武藤裕治     | 青野昌       | 今野淑子            |
| 9  | 5月29日       | デパートで今晩は                   | 平柳益実   | 平柳益実   | 岩本保雄     | 岩本保雄     | 小野隆哉            |
| 9  | 5月29日       | 真夜中のクロ                       | 外山草     | 林民夫     | 古川政美     | 古川政美     | 西山里枝            |
| 10 | 6月5日        | ベーがいっぱい                     | 平柳益実   | 平柳益実   | うえだしげる | うえだしげる | 浜田勝              |
| 10 | 6月5日        | 天才ポチの伝説                     | 外山草     | 林民夫     | 酒井伸次     | 酒井伸次     | 田中穣              |
| 11 | 6月12日       | 友達になろうぜ                     | 外山草     | 西川つかさ | 佐山聖子     | 佐山聖子     | 西山里枝            |
| 11 | 6月12日       | しっぽがみる夢                     | 外山草     | 平柳益実   | 青野昌       | 青野昌       | 今野淑子            |
| 12 | 6月19日       | 勇気をだして                       | 外山草     | 林民夫     | 川島宏       | 川島宏       | 馬場俊子            |
| 12 | 6月19日       | ようこそ!たけしくん                | 外山草     | 平柳益実   | 福本潔       | 福本潔       | 入江篤              |
| 13 | 6月26日       | 猫ノ巣城（前編）                   | 外山草     | 平柳益実   | 高田耕一     | 牛草健       | 田中穣              |
| 13 | 6月26日       | 猫ノ巣城（後編）                   | 外山草     | 平柳益実   | 高田耕一     | 青野昌       | 今野淑子            |
| 14 | 7月3日        | わらってよチューリップ             | 外山草     | 西川つかさ | 川田武範     | 川田武範     | 西山里枝            |
| 14 | 7月3日        | ぼくたちの星くず                   | 平柳益実   | 平柳益実   | 村田雅彦     | 村田雅彦     | 村田雅彦            |
| 15 | 7月10日       | しっぽでゴール!!                   | 外山草     | 外山草     | うえだしげる | うえだしげる | 浜田勝              |
| 15 | 7月10日       | ボクらは仲間だ!タマ音頭            | 外山草     | 外山草     | 福本潔       | 福本潔       | 入江篤              |
| 16 | 7月17日       | ペンギンだぁーっ!?                 | 平柳益実   | 平柳益実   | 阿宮正和     | 川島宏       | 馬場俊子            |
| 16 | 7月17日       | スケボーであそぼー                 | 外山草     | 外山草     | 佐山聖子     | 佐山聖子     | 西山里枝            |
| 17 | 7月24日       | ゴンのお使い                       | 外山草     | 外山草     | 福本潔       | 福本潔       | 入江篤              |
| 17 | 7月24日       | まつりばやし                       | 外山草     | 林民夫     | 高田耕一     | 高田耕一     | 村田雅彦            |
| 18 | 7月31日       | パラダイス・オブ・カニカン（前編） | 林民夫     | 林民夫     | 酒井伸次     | 酒井伸次     | 田中穣              |
| 18 | 7月31日       | パラダイス・オブ・カニカン（後編） | 林民夫     | 林民夫     | 川島宏       | 川島宏       | 馬場俊子            |
| 19 | 8月7日        | 3丁目最後の日                      | 平柳益実   | 平柳益実   | 小林三男     | 小林三男     | 今野淑子            |
| 19 | 8月7日        | 汚れた顔のエンジェル               | 平柳益実   | 平柳益実   | 福本潔       | 福本潔       | 入江篤              |
| 20 | 8月14日       | さまよえる首輪                     | 外山草     | 外山草     | うえだしげる | うえだしげる | 浜田勝              |
| 20 | 8月14日       | デビル・ポチの伝説                 | 外山草     | 外山草     | 佐山聖子     | 佐山聖子     | 西山里枝            |
| 21 | 8月21日       | わんぱく絵の具戦争                 | 平柳益実   | 平柳益実   | 福本潔       | 福本潔       | 入江篤              |
| 21 | 8月21日       | 笛のささやき                       | 林民夫     | 林民夫     | 横田和       | 村田雅彦     | 村田雅彦            |
| 22 | 8月28日       | サヨナラ タマ・ロボット            | 外山草     | 外山草     | 牛草健       | 牛草健       | 田中穣              |
| 22 | 8月28日       | サヨナラ タマ・ロボット2           | 外山草     | 外山草     | 武藤裕治     | 佐山聖子     | 西山里枝            |
| 23 | 9月4日        | 黒い稲妻                           | 外山草     | 外山草     | 福本潔       | 福本潔       | 入江篤              |
| 23 | 9月4日        | 遠足を追いかけて                   | 平柳益実   | 平柳益実   | 阿宮正和     | 阿宮正和     | 馬場俊子            |
| 24 | 9月11日       | 浪花節だよ!ブル人生                | 平柳益実   | 平柳益実   | 佐山聖子     | 佐山聖子     | 西山里枝            |
| 24 | 9月11日       | イカスぜ!ブル仮面                  | 外山草     | 外山草     | 高田耕一     | 青野昌       | 今野淑子            |
| 25 | 9月18日       | はっきりしてよ!タマ                | 林民夫     | 林民夫     | うえだしげる | うえだしげる | 浜田勝              |
| 25 | 9月18日       | ボクたちは天使じゃない             | 外山草     | 外山草     | 酒井伸次     | 酒井伸次     | 田中穣              |
| 26 | 9月25日       | キャプテンキャット★タマ            | 外山草     | 外山草     | 高田耕一     | 高田耕一     | 江口摩吏介 村田雅彦 |

## 主題歌
第1期
オープニング「愛は元気です。」
　作詞 - 戸沢暢美 / 作曲・歌 - 谷村有美 / 編曲 - 西脇辰弥
エンディング「ボクらは仲間だタマ音頭」
　作詞 - 里乃塚玲央 / 作曲・編曲 - 都留敦博 / 歌 - 笠原弘子
第2期
オープニング「元気だしてよ」
　作詞・作曲・歌 - 谷村有美 / 編曲 - 小林信吾
エンディング「みつあみ引っ張って」
　作詞・作曲・歌 - くま井ゆう子 / 編曲 - 大村雅朗

## ネット局
第1期は一部地域では放送時間が異なっており、非ネットの地域もあった。。第2期は全て同時ネット。
第1期
| 放送対象地域  | 放送局                       | 系列           | ネット形態 | 備考   |
| ------------- | ---------------------------- | -------------- | ---------- | ------ |
| 近畿広域圏    | 毎日放送                     | TBS系列        | 制作局     |        |
| 関東広域圏    | TBSテレビ                    | TBS系列        | 同時ネット |        |
| 北海道        | 北海道放送                   | TBS系列        | 遅れネット | [ 4 ]  |
| 青森県        | 青森テレビ                   | TBS系列        | 遅れネット | [ 5 ]  |
| 岩手県        | IBC岩手放送                  | TBS系列        | 同時ネット |        |
| 宮城県        | 東北放送                     | TBS系列        | 同時ネット |        |
| 秋田県        | 秋田放送                     | 日本テレビ系列 | 遅れネット |        |
| 山形県        | テレビユー山形               | TBS系列        | 同時ネット |        |
| 福島県        | テレビユー福島               | TBS系列        | 同時ネット |        |
| 新潟県        | 新潟放送                     | TBS系列        | 同時ネット |        |
| 長野県        | 信越放送                     | TBS系列        | 同時ネット |        |
| 山梨県        | テレビ山梨                   | TBS系列        | 同時ネット |        |
| 静岡県        | 静岡放送                     | TBS系列        | 遅れネット | [ 7 ]  |
| 富山県        | チューリップテレビ           | TBS系列        | 同時ネット |        |
| 石川県        | 北陸放送                     | TBS系列        | 遅れネット | [ 8 ]  |
| 中京広域圏    | 中部日本放送                 | TBS系列        | 遅れネット | [ 9 ]  |
| 島根県 鳥取県 | 山陰放送                     | TBS系列        | 同時ネット |        |
| 広島県        | 中国放送                     | TBS系列        | 同時ネット |        |
| 香川県 岡山県 | 山陽放送                     | TBS系列        | 遅れネット | [ 10 ] |
| 愛媛県        | 伊予テレビ（現・あいテレビ） | TBS系列        | 同時ネット |        |
| 高知県        | テレビ高知                   | TBS系列        | 同時ネット |        |
| 福岡県        | RKB毎日放送                  | TBS系列        | 遅れネット | [ 11 ] |
| 長崎県        | 長崎放送                     | TBS系列        | 同時ネット |        |
| 熊本県        | 熊本放送                     | TBS系列        | 同時ネット |        |
| 大分県        | 大分放送                     | TBS系列        | 同時ネット |        |
| 宮崎県        | 宮崎放送                     | TBS系列        | 同時ネット |        |
| 鹿児島県      | 南日本放送                   | TBS系列        | 遅れネット | [ 12 ] |
| 沖縄県        | 琉球放送                     | TBS系列        | 同時ネット |        |

第2期
| 放送対象地域  | 放送局                       | 系列    | 備考   |
| ------------- | ---------------------------- | ------- | ------ |
| 近畿広域圏    | 毎日放送                     | TBS系列 | 制作局 |
| 関東広域圏    | TBSテレビ                    | TBS系列 |        |
| 北海道        | 北海道放送                   | TBS系列 |        |
| 青森県        | 青森テレビ                   | TBS系列 |        |
| 岩手県        | IBC岩手放送                  | TBS系列 |        |
| 宮城県        | 東北放送                     | TBS系列 |        |
| 山形県        | テレビユー山形               | TBS系列 |        |
| 福島県        | テレビユー福島               | TBS系列 |        |
| 新潟県        | 新潟放送                     | TBS系列 |        |
| 長野県        | 信越放送                     | TBS系列 |        |
| 山梨県        | テレビ山梨                   | TBS系列 |        |
| 静岡県        | 静岡放送                     | TBS系列 |        |
| 富山県        | チューリップテレビ           | TBS系列 |        |
| 石川県        | 北陸放送                     | TBS系列 |        |
| 中京広域圏    | 中部日本放送                 | TBS系列 |        |
| 島根県 鳥取県 | 山陰放送                     | TBS系列 |        |
| 広島県        | 中国放送                     | TBS系列 |        |
| 山口県        | テレビ山口                   | TBS系列 |        |
| 香川県 岡山県 | 山陽放送                     | TBS系列 |        |
| 愛媛県        | 伊予テレビ（現・あいテレビ） | TBS系列 |        |
| 高知県        | テレビ高知                   | TBS系列 |        |
| 福岡県        | RKB毎日放送                  | TBS系列 |        |
| 長崎県        | 長崎放送                     | TBS系列 |        |
| 熊本県        | 熊本放送                     | TBS系列 |        |
| 大分県        | 大分放送                     | TBS系列 |        |
| 宮崎県        | 宮崎放送                     | TBS系列 |        |
| 鹿児島県      | 南日本放送                   | TBS系列 |        |
| 沖縄県        | 琉球放送                     | TBS系列 |        |

再放送
- 毎日放送では『電光超人グリッドマン』の放送終了を受け、1994年1月22日から3月12日迄、毎週土曜日7:00-7:30の枠で第一期が再放送された[13]。
- テレビせとうち（テレビ東京系列）では、2016年10月6日から12月23日（除く11月3日）まで、第1期のうち7話から9話、第2期のうち1話から20話までの計23話分が再放送された。

## スタッフ
第1期
- 監督 - 前田庸生
- 製作 - 実方正徳、白川隆三
- 企画 - 佐藤宏一、肥田光久
- コンセプト&キャラクターデザイン - 島田良一
- キャラクターコーディネイション - 久岡健弥
- 音楽 - 都留教博
- 音響監督 - 田代敦巳
- シリーズコーディネイション - 難波日登志
- プロデューサー - 岡田忠明、蛭田とみ代、桜井宏
- アニメーション制作 - グループ・タック
- 制作・著作 - ソニー・ミュージックエンタテインメント

第2期
- 監督 - 武藤裕治
- 助監督 - 遠藤卓司
- 製作 - 家本敏治、杉山恵、安保匡
- 企画 - 岡田忠明、高安昭、井口真一
- プロデューサー - 久岡健弥、蛭田とみ代、菅野俊秀、桜井宏
- シリーズ構成 - 外山草
- キャラクターデザイン・チーフアニメーター - 大島りえ
- 美術監督 - 松本真奈美
- 色彩設定 - 松浦恵理子
- 音楽 - 山川恵津子
- 音楽プロデューサー - 百瀬慶一
- 音響監督 - 明田川進
- 録音 - 名倉靖
- アニメーション制作 - グループ・タック
- 制作 - ソニー・クリエイティブプロダクツ、ソニー・ミュージックエンタテインメント、毎日放送